# Antički brodolom u Vinogradišću, Sveti Klement
Ostatci antičkog brodoloma nalaze se u uvali Vinogradišću, u podmorju otoka Svetog Klementa, u Paklinskim otocima.

## Opis
S južne strane otoka Sv. Klement, na pješčanom dnu, nalaze se ostaci brodoloma iz 2. – 1. st. pr. Kr. Lokalitet se proteže oko 20 m u dužinu i 10 m u širinu. Pronađene su amfore tipa Lamboglia 2. Manji dio tereta antičkog broda nalazi se još pod pijeskom, kao i dobro očuvani drveni ostaci brodske konstrukcije i amfore.

## Zaštita
Pod oznakom Z-66 zaveden je kao nepokretno kulturno dobro - pojedinačno, pravna statusa zaštićena kulturnog dobra, klasificirano kao "arheološka baština".

## Vanjske poveznice
- PAKLENI OTOCI – Podvodna nalazište »Antički brodolom (1)« Topographie und Trim - Hvar